# Simplona dybasi
Simplona dybasi är en skalbaggsart som beskrevs av Chandler 1985. Simplona dybasi ingår i släktet Simplona och familjen kortvingar. Inga underarter finns listade i Catalogue of Life.